# Paulo Isidoro de Jesús
Paulo Isidoro, nom complet Paulo Isidoro de Jesús, (Belo Horizonte, 3 d'agost de 1953) és un ex-jugador de futbol que va jugar com a migcampista ofensiu.
Disputà el Mundial de 1982. El 1981, va rebre el premi Bola de Ouro.

## Clubs
- 1975–1980 : Clube Atlético Mineiro
- 1980–1983 : Grêmio Foot-Ball Porto Alegrense
- 1983–1985 : Santos Futebol Clube
- 1985–1988 : Guarani Futebol Clube
- 1989–1989 : Esporte Clube XV de Jaú
- 1989–1990 : Cruzeiro Esporte Clube
- 1991–1992 : Associação Atlética Internacional (Limeira)
- 1992–1997 : Valeriodoce Esporte Clube